# Radovan Pankov
Radovan Pankov (en serbio: Радован Панков; Novi Sad, 5 de agosto de 1995) es un futbolista serbio que juega de defensa en el Legia de Varsovia de la Ekstraklasa polaca.

## Trayectoria
Pankov nació en Novi Sad, capital de Voivodina. Se inició en la práctica del fútbol en las filas del FK Vojvodina, bajo la supervisión del entrenador Milan Kosanović. Formó parte de la "generación dorada" de las categorías inferiores del Vojvodina, compartiendo vestuario con Sergej Milinković-Savić, Mijat Gaćinović, Srđan Babić, Nebojša Kosović, Emil Rockov y Milan Spremo. Llegó a afirmar que Spremo era «de lejos el mayor talento de esa generación».
Pankov hizo su debut profesional con el Vojvodina el 10 de mayo de 2014 en la derrota en casa por 1-0 ante el FK Jagodina. En el verano de 2015, Pankov fue partícipe del proceso de clasificación del Vojvodina a la Liga Europa de la UEFA 2015-16. El 30 de julio de 2015, jugó en una histórica victoria a domicilio por 0-4 contra la Sampdoria en el partido de ida de la tercera ronda previa para la Europa League. En una entrevista con Mozzart Sport en agosto de 2019, Pankov afirmó que el mejor delantero contra el que jugó fue el colombiano de la Sampdoria Luis Muriel, durante el duelo clasificatorio para jugar en Europa. La victoria en el partido de ida contra la Sampdoria permitió al Vojvodina llegar a la ronda de play-off, donde finalmente cayó eliminada frente al Viktoria Pilsen checo.
Pankov, quien ya había sido llamado anteriormente por la selección sub-19, formó parte del plantel que se proclamó campeón de la Copa Mundial de Fútbol Sub-20 de 2015 celebrada en Nueva Zelanda, donde el combinado serbio de Veljko Paunović venció 1-2 a Brasil en la final. Pankov no llegó a debutar en el torneo.
El 23 de mayo de 2016, el defensa serbio firmó un contrato con el Ural Sverdlovsk Oblast de la Liga Premier de Rusia. Fue el segundo jugador de Vojvodina en unirse al Ural esa primavera, después de Dominik Dinga. Poco después de unirse al club ruso, sufrió una lesión en el aductor que lo dejó apartado el resto de la temporada.
El 30 de junio de 2017, Pankov se marchó cedido por una temporada con el AEK Larnaca de la Primera División de Chipre. Con el equipo chipriota alzó su primer título nacional, en la final de la Copa de Chipre contra el Apollon Limassol que ganó el Larnaca por 2-1.
Tras su vuelta a Rusia, donde se anunció que no contaba en los planes del técnico Dmitro Parfónov, Pankov firmó un contrato de tres años con el club serbio Radnički Niš el 20 de junio de 2018. Fue titular indiscutible en la zaga del club de Nišava, y el Radnički Niš terminó segundo en la clasificación de la temporada 2018-19. Pankov fue incluido en el mejor once de la temporada de la Superliga de Serbia (Zajednica Super lige).
Su buen rendimiento con el Radnički atrajo la atención del equipo que se proclamó campeón la temporada anterior, el Estrella Roja de Belgrado. Pankov se unió a los Crveno-beli el 31 de mayo de 2019, firmando un contrato de tres años. El 13 de agosto de 2019 fue el jugador del partido en el encuentro de vuelta de la tercera ronda previa de la Liga de Campeones de la UEFA 2019-20 contra el FC Copenhague. Mantuvo a Dame N'Doye alejado de la portería serbia durante todo el partido y marcó el penalti de la victoria en la tanda de penaltis tras la prórroga.
En la vuelta de la campaña 2022-23, Pankov se marchó en calidad de préstamo al FK Čukarički hasta 2024. Registró 14 partidos con el club belgradense y anotó un gol en la derrota por 3-2 frente a su equipo debut, el FK Vojvodina. También llegó a la final de la Copa de Serbia y terminó en tercera posición de la tabla.
El 13 de junio de 2023, Pankov fichó por el Legia de Varsovia de la Ekstraklasa de Polonia hasta 2026, después de quedar libre de su vinculación con el Estrella Roja.

## Vida privada
La madre de Pankov provenía de la región de Herzegovina y su padre, Miloš Pankov, era originario de Tovariševo y jugaba como mediapunta en el Proleter Zrenjanin de la tercera liga de Yugoslavia. En un momento llegó a ser compañero de equipo de Darko Kovačević. Murió en un accidente automovilístico cuando Pankov tenía 11 años.

## Palmarés

### Campeonatos nacionales
| Título               | Club                      | País    | Año     |
| -------------------- | ------------------------- | ------- | ------- |
| Copa de Chipre       | AEK Larnaca               | Chipre  | 2017-18 |
| Superliga de Serbia  | Estrella Roja de Belgrado | Serbia  | 2019-20 |
| Superliga de Serbia  | Estrella Roja de Belgrado | Serbia  | 2020-21 |
| Copa de Serbia       | Estrella Roja de Belgrado | Serbia  | 2020-21 |
| Superliga de Serbia  | Estrella Roja de Belgrado | Serbia  | 2021-22 |
| Copa de Serbia       | Estrella Roja de Belgrado | Serbia  | 2021-22 |
| Supercopa de Polonia | Legia de Varsovia         | Polonia | 2023    |
| Copa de Polonia      | Legia de Varsovia         | Polonia | 2024-25 |
| Supercopa de Polonia | Legia de Varsovia         | Polonia | 2025    |

### Campeonatos internacionales
| Título              | Equipo        | Sede          | Año  |
| ------------------- | ------------- | ------------- | ---- |
| Copa Mundial Sub-20 | Serbia sub-20 | Nueva Zelanda | 2015 |